# Liebe nach Noten
Liebe nach Noten, auch Du bist Musik für mich, ist ein deutscher Spielfilm. Bei dem Film handelt es sich um einen Überläufer. 

## Handlung
Frank Ewert ist Komponist und ist frauenfeindlich. Dies gibt er auch gegenüber der Reporterin Renate von Eiche zu. Als dies in der Zeitung steht, ist er bei seinen weiblichen Fans unten durch. Sein Konzertdirektor erfindet daher mit seinem Assistenten die weibliche Komponistin Anni Schmidt, die von Ewert gefördert wird. Jetzt fehlt nur noch Anni Schmidt, die den Reportern vorgestellt werden kann. Diese kann aber auch komponieren und gründet ein Orchester. Im Laufe des Filmes verliebt sich Ewert in die Orchesterleiterin und muss sein Urteil über die Frauen ändern.

## Produktionsnotizen
Der Film wurde 1944/45 von der Wien-Film GmbH unter dem Titel Liebe nach Noten hergestellt. Fritz Podehl fungierte als Herstellungsgruppenleiter, 
Gustav Abel und Max Fellerer als Szenenbildner. 
Nach einer von der Filmprüfstelle verfügten Änderung gelangte der Film vor Kriegsende nicht mehr zur Zensur. Uraufführung war am 18. November 1947 in Wien unter dem ursprünglichen Titel. In Deutschland wurde der Film erst am 18. Juli 1950 freigegeben und hatte am 13. Oktober 1950 in Stuttgart seine deutsche Erstaufführung. In Deutschland lief er unter dem Titel Du bist Musik für mich.